# La Perdition irréversible
La Perdition irréversible est un passage du livre de Jérémie qui parle de l'orgueil du peuple choisi, et de la justice de Dieu.

## Texte
Livre de Jérémie, chapitre 13, versets 12 à 17:
« Tu leur diras cette parole: ainsi parle l'Éternel, le Dieu d'Israël: Tous les vases seront remplis de vin. Et ils te diront: ne savons-nous pas que tous les vases seront remplis de vin? Alors dis-leur: ainsi parle l'Éternel: voici, je remplirai tous les habitants de ce pays, les rois qui sont assis sur le trône de David, les sacrificateurs, les prophètes, et tous les habitants de Jérusalem, je les remplirai d'ivresse. Je les briserai les uns contre les autres, Les pères et les fils ensemble, dit l'Éternel; Je n'épargnerai pas, je n'aurai point de pitié, point de miséricorde, rien ne m'empêchera de les détruire. Écoutez et prêtez l'oreille! Ne soyez point orgueilleux! Car l'Éternel parle. Rendez gloire à l'Éternel, votre Dieu, avant qu'il fasse venir les ténèbres, avant que vos pieds heurtent contre les montagnes de la nuit; vous attendrez la lumière, et il la changera en ombre de la mort, Il la réduira en obscurité profonde. Si vous n'écoutez pas, je pleurerai en secret, à cause de votre orgueil; mes yeux fondront en larmes, parce que le troupeau de l'Éternel sera emmené captif. »
Traduction d'après la Bible Louis Segond.

## Interprétation chrétienne
Cette péricope aborde le sujet de la justice mais montre un Dieu avec un cœur très compatissant. Pour Origène, l'orgueil rempli trop les cœurs des humains et cela amène à une condamnation divine, et le théologien de citer l'Évangile de Luc: « Car quiconque s'élève sera abaissé » (Luc 14. 11); et l'Évangile de Matthieu: « Recevez mes instructions, car je suis doux et humble de cœur; et vous trouverez du repos pour vos âmes » (Matthieu 11. 29). L'orgueil est le mauvais vin dont remplira les hommes Yahweh. L'orgueil est un péché répandu. Le prophète appelle alors à la pénitence. Cependant Dieu s'attriste. Et Origène de conclure en écrivant qu'il faut veiller afin que le troupeau de Dieu s'améliore de jour en jour .